# Idalus agricus
Idalus agricus là một loài bướm đêm thuộc phân họ Arctiinae, họ Erebidae.